# 34e législature du Québec
La 34e législature du Québec s'est formée à la suite de l'élection générale québécoise de 1989. Cette élection a donné lieu à la formation d'un gouvernement majoritaire libéral à l'Assemblée nationale.

## Lois marquantes
- Loi sur le processus de détermination de l'avenir politique et constitutionnel du Québec[1] (projet de loi no 150). Adoptée et entrée en vigueur le 20 juin 1991. Cette loi est modifiée l'année suivante.
- Loi modifiant la Loi électorale et la Loi sur la consultation populaire[2] (projet de loi no 36). Adoptée le 19 juin 1992 et entrée en vigueur le 23 juin 1992.

## Chronologie

### 1989
- 25 septembre : 34e élections générales québécoises.
- 11 octobre : Assermentation du cabinet Bourassa.
- 28 novembre : Ouverture de la 1re session de la 34e législature. Jean-Pierre Saintonge, député de La Pinière, est élu président de l'Assemblée nationale.

### 1990
- 26 avril : Discours du budget.
- 29 août : René-Serge Larouche, député d'Anjou, quitte les rangs du Parti libéral du Québec et commence à siéger comme indépendant.
- 30 août : Séance extraordinaire pour faire adopter une loi autorisant le prolongement de l'autoroute 30 en contournant la réserve de Kahnawake.
- 4 septembre : Séance extraordinaire pour la création de la Commission sur l'avenir politique et constitutionnel du Québec.
- 11 septembre : Les partis Égalité et Unité fusionnent sous le nom de Parti Égalité.
- 13 septembre : Yves Séguin, député de Montmorency, quitte les rangs du Parti libéral du Québec et commence à siéger comme indépendant.
- 5 octobre : Remaniement ministériel.
- 21 décembre : Démission d'Yves Séguin, député de Montmorency

### 1991
- 2 mai : Discours du budget.
- 19 juin : Démission de René-Serge Larouche, député d'Anjou.
- 12 août : Élection partielle. Le péquiste Jean Filion est élu député de Montmorency.
- 11 octobre : Richard Holden est expulsé du Parti Égalité.

### 1992
- 20 janvier : Élection partielle. Le péquiste Pierre Bélanger est élu député d'Anjou.
- 19 mars : Ouverture de la 2e session de la 34e législature.
- 14 mai : Discours du budget.
- 22 juin : lors de la clôture de la saison parlementaire, le leader du gouvernement Michel Pagé impose le bâillon pour accélérer l'adoption de 28 projets de loi[3].
- 13 août : Richard Holden joint les rangs du Parti québécois.
- 3 septembre : Jean-Guy St-Roch, député de Drummond, quitte les rangs du Parti libéral du Québec et commence à siéger comme indépendant.
- 26 octobre : Référendum québécois sur l'accord de Charlottetown.
- 16 novembre : Démission de Michel Pagé, député libéral de Portneuf.

### 1993
- 15 janvier : Robert Libman démissionne comme chef du Parti Égalité.
- 20 mai : Discours du budget.
- 16 juin : Démission de Guy Bélanger, député libéral de Laval-des-Rapides.
- 5 juillet : Élection partielle. Le péquiste Roger Bertrand est élu député de Portneuf.
- 14 septembre : Robert Bourassa démissionne comme chef du Parti libéral du Québec.
- 17 novembre : Décès de Gérard D. Levesque, député libéral de Bonaventure.
- 29 novembre : Démission de Carmen Juneau, députée péquiste de Johnson.
- 2 décembre : Robert Libman, député de D'Arcy-McGee, quitte les rangs du Parti Égalité et commence à siéger comme indépendant.
- 13 décembre : Élection partielle. Le péquiste Serge Ménard est élu député de Laval-des-Rapides.
- 14 décembre : Daniel Johnson (fils) devient chef du Parti libéral du Québec.

### 1994
- 2 janvier : Démission de Roger Paré, député péquiste de Shefford.
- 7 janvier : Démission d'Albert Côté, député libéral de Rivière-du-Loup.
- 10 janvier : Démission de Claude Dauphin, député libéral de Marquette.
- 11 janvier : Daniel Johnson (fils) est assermenté comme premier ministre du Québec et forme son cabinet. Démission des libéraux Robert Bourassa, député de Saint-Laurent, Marc-Yvan Côté, député de Charlesbourg, et de Lise Bacon, députée de Chomedey.
- 26 janvier : Yvon Lafrance, député d'Iberville, quitte les rangs du Parti libéral du Québec et commence à siéger comme indépendant.
- 31 janvier : Démission de Gil Rémillard, député libéral de Jean-Talon, et de Lawrence Cannon, député libéral de La Peltrie.
- 21 février : Élection partielle. Le péquiste Marcel Landry est élu député de Bonaventure.
- 28 février : Élection partielle. Le libéral Bernard Brodeur est élu député de Shefford.
- 2 mars : Yvon Lafrance joint les rangs de l'Action démocratique du Québec.
- 10 mars : Démission de Jean-Pierre Bélisle, député libéral de Mille-Îles.
- 17 mars : Ouverture de la 3e session de la 34e législature.
- 29 mars : Gordon Atkinson, député de Notre-Dame-de-Grâce, quitte les rangs du Parti Égalité et commence à siéger comme indépendant.
- 14 avril : Démission de Louise Robic, députée libérale de Bourassa.
- 12 mai : Discours du budget.
- 24 juillet : Dissolution de la législature.

## Évolution des députés par parti
|                                       |         |                 |         |             |                     |        |
| Période                               | Libéral | Parti québécois | Égalité | Indépendant | Action démocratique | Vacant |
| 25 septembre 1989 au 28 août 1990     | 92      | 29              | 4       | -           | -                   | -      |
| 29 août 1990 au 12 septembre 1990     | 91      | 29              | 4       | 1           | -                   | -      |
| 13 septembre 1990 au 20 décembre 1990 | 90      | 29              | 4       | 2           | -                   | -      |
| 21 décembre 1990 au 18 juin 1991      | 90      | 29              | 4       | 1           | -                   | 1      |
| 19 juin 1991 au 11 août 1991          | 90      | 29              | 4       | -           | -                   | 2      |
| 12 août 1991 au 10 octobre 1991       | 90      | 30              | 4       | -           | -                   | 1      |
| 11 octobre 1991 au 19 janvier 1992    | 90      | 30              | 3       | 1           | -                   | 1      |
| 20 janvier 1992 au 12 août 1992       | 90      | 31              | 3       | 1           | -                   | -      |
| 13 août 1992 au 2 septembre 1992      | 90      | 32              | 3       | -           | -                   | -      |
| 3 septembre 1992 au 15 novembre 1992  | 89      | 32              | 3       | 1           | -                   | -      |
| 16 novembre 1992 au 15 juin 1993      | 88      | 32              | 3       | 1           | -                   | 1      |
| 16 juin 1993 au 4 juillet 1993        | 87      | 32              | 3       | 1           | -                   | 2      |
| 5 juillet 1993 au 16 novembre 1993    | 87      | 33              | 3       | 1           | -                   | 1      |
| 17 novembre 1993 au 28 novembre 1993  | 86      | 33              | 3       | 2           | -                   | 1      |
| 29 novembre 1993 au 1er décembre 1993 | 86      | 32              | 3       | 2           | -                   | 2      |
| 2 décembre 1993 au 12 décembre 1993   | 86      | 32              | 2       | 3           | -                   | 2      |
| 13 décembre 1993 au 1er janvier 1994  | 86      | 33              | 2       | 3           | -                   | 1      |
| 2 janvier 1994 au 6 janvier 1994      | 86      | 32              | 2       | 3           | -                   | 2      |
| 7 janvier 1994 au 9 janvier 1994      | 85      | 32              | 2       | 3           | -                   | 3      |
| 10 janvier 1994                       | 84      | 32              | 2       | 3           | -                   | 4      |
| 11 janvier 1994 au 25 janvier 1994    | 81      | 32              | 2       | 3           | -                   | 7      |
| 26 janvier 1994 au 30 janvier 1994    | 80      | 32              | 2       | 4           | -                   | 7      |
| 31 janvier 1994 au 20 février 1994    | 78      | 32              | 2       | 4           | -                   | 9      |
| 21 février 1994 au 27 février 1994    | 78      | 33              | 2       | 4           | -                   | 8      |
| 28 février 1994 au 1er mars 1994      | 79      | 33              | 2       | 4           | -                   | 7      |
| 2 mars 1994 au 9 mars 1994            | 79      | 33              | 2       | 3           | 1                   | 7      |
| 10 mars 1994 au 28 mars 1994          | 78      | 33              | 2       | 3           | 1                   | 8      |
| 29 mars 1994 au 13 avril 1994         | 78      | 33              | 1       | 4           | 1                   | 8      |
| 14 avril 1994 au 24 juillet 1994      | 77      | 33              | 1       | 4           | 1                   | 9      |

## Liste des députés
- Les noms gras indiquent que la personne a été membre du conseil des ministres durant la législature. Un astérisque désigne un poste de délégué.
- Les noms en italique indiquent les personnes qui ont été chefs d'un parti politique durant la législature (Robert Bourassa (PLQ, jusqu'en 1993), Daniel Johnson (fils) (PLQ, 1994), Jacques Parizeau, Robert Libman (EGA, jusqu'en 1993)).

|  | Nom                                         | Parti | Circonscription             |
|  | ------------------------------------------- | --- | --------------------------- |
|  | Raymond Savoie                              | Libéral | Abitibi-Est                 |
|  | François Gendron                            | Parti québécois                                                                                                | Abitibi-Ouest               |
|  | Yvan Bordeleau                              | Libéral | Acadie                      |
|  | René Serge Larouche (1989-1991)             | Libéral(1989-1990) Indépendant (1990-1991)                                                                     | Anjou                       |
|  | Pierre Bélanger (1992-1994)                 | Parti québécois                                                                                                | Anjou                       |
|  | Claude Ryan                                 | Libéral | Argenteuil                  |
|  | Jacques Baril                               | Parti québécois                                                                                                | Arthabaska                  |
|  | Jean Audet                                  | Libéral | Beauce-Nord                 |
|  | Robert Dutil                                | Libéral | Beauce-Sud                  |
|  | André Chenail                               | Libéral | Beauharnois-Huntingdon      |
|  | Louise Bégin                                | Libéral | Bellechasse                 |
|  | Albert Houde                                | Libéral | Berthier                    |
|  | François Beaulne                            | Parti québécois                                                                                                | Bertrand                    |
|  | Gérard D. Levesque (1989-1993)              | Libéral | Bonaventure                 |
|  | Marcel Landry (1994)                        | Parti québécois                                                                                                | Bonaventure                 |
|  | Louise Robic* (1989-avril 1994)             | Libéral | Bourassa                    |
|  | Vacant                                      | | Bourassa                    |
|  | Huguette Boucher-Bacon                      | Libéral | Bourget                     |
|  | Pierre Paradis                              | Libéral | Brome-Missisquoi            |
|  | Lucienne Robillard                          | Libéral | Chambly                     |
|  | Pierre A. Brouillette                       | Libéral | Champlain                   |
|  | John Kehoe                                  | Libéral | Chapleau                    |
|  | Marc-Yvan Côté (1989-janvier 1994)          | Libéral | Charlesbourg                |
|  | Vacant                                      | | Charlesbourg                |
|  | Daniel Bradet                               | Libéral | Charlevoix                  |
|  | Pierrette Cardinal                          | Libéral | Châteauguay                 |
|  | Rémy Poulin                                 | Libéral | Chauveau                    |
|  | Jeanne L. Blackburn                         | Parti québécois                                                                                                | Chicoutimi                  |
|  | Lise Bacon (1989-janvier 1994)              | Libéral | Chomedey                    |
|  | Vacant                                      | | Chomedey                    |
|  | Denise Carrier-Perreault                    | Parti québécois                                                                                                | Chutes-de-la-Chaudière      |
|  | André Vallerand                             | Libéral | Crémazie                    |
|  | Robert Libman                               | Égalité(1989-1993) Indépendant (1993-1994)                                                                     | D'Arcy-McGee                |
|  | Jean-Guy Bergeron (1989-mars 1994)          | Libéral | Deux-Montagnes              |
|  | Vacant                                      | | Deux-Montagnes              |
|  | Violette Trépanier                          | Libéral | Dorion                      |
|  | Jean-Guy Saint-Roch                         | Libéral(1989-1992) Indépendant (1992-1994)                                                                     | Drummond                    |
|  | Gérard-Raymond Morin                        | Parti québécois                                                                                                | Dubuc                       |
|  | Denis Perron                                | Parti québécois                                                                                                | Duplessis                   |
|  | Jean-A. Joly                                | Libéral | Fabre                       |
|  | Roger Lefebvre                              | Libéral | Frontenac                   |
|  | André Beaudin                               | Libéral | Gaspé                       |
|  | Réjean Lafrenière                           | Libéral | Gatineau                    |
|  | André Boisclair                             | Parti québécois                                                                                                | Gouin                       |
|  | Madeleine Bleau                             | Libéral | Groulx                      |
|  | Louise Harel                                | Parti québécois                                                                                                | Hochelaga-Maisonneuve       |
|  | Robert LeSage                               | Libéral | Hull                        |
|  | Yvon Lafrance                               | Libéral(1989-janvier 1994) Indépendant (janvier 1994-mars 1994) Action démocratique (mars 1994-septembre 1994) | Iberville                   |
|  | Georges Farrah*                             | Libéral | Îles-de-la-Madeleine        |
|  | Neil Cameron                                | Égalité | Jacques-Cartier             |
|  | Michel Bissonnet                            | Libéral | Jeanne-Mance                |
|  | Gil Rémillard (1989-janvier 1994)           | Libéral | Jean-Talon                  |
|  | Vacant                                      | | Jean-Talon                  |
|  | Carmen Juneau (1989-novembre 1993)          | Parti québécois                                                                                                | Johnson                     |
|  | Vacant                                      | | Johnson                     |
|  | Guy Chevrette                               | Parti québécois                                                                                                | Joliette                    |
|  | Francis Dufour                              | Parti québécois                                                                                                | Jonquière                   |
|  | France Dionne                               | Libéral | Kamouraska-Témiscouata      |
|  | Jacques Léonard                             | Parti québécois                                                                                                | Labelle                     |
|  | Jacques Brassard                            | Parti québécois                                                                                                | Lac-Saint-Jean              |
|  | Jean-Claude Gobé                            | Libéral | LaFontaine                  |
|  | Lawrence Cannon (1989-janvier 1994)         | Libéral | La Peltrie                  |
|  | Vacant                                      | | La Peltrie                  |
|  | Jean-Pierre Saintonge                       | Libéral | La Pinière                  |
|  | André Bourbeau                              | Libéral | Laporte                     |
|  | Denis Lazure                                | Parti québécois                                                                                                | La Prairie                  |
|  | Jacques Parizeau                            | Parti québécois                                                                                                | L'Assomption                |
|  | Christos Sirros                             | Libéral | Laurier                     |
|  | Guy Bélanger (1989-1993)                    | Libéral | Laval-des-Rapides           |
|  | Serge Ménard (1993-1994)                    | Parti québécois                                                                                                | Laval-des-Rapides           |
|  | Jean-Pierre Jolivet                         | Parti québécois                                                                                                | Laviolette                  |
|  | Jean Garon                                  | Parti québécois                                                                                                | Lévis                       |
|  | Michel Després                              | Libéral | Limoilou                    |
|  | Lewis Camden                                | Libéral | Lotbinière                  |
|  | Réjean Doyon                                | Libéral | Louis-Hébert                |
|  | Liza Frulla                                 | Libéral | Marguerite-Bourgeoys        |
|  | Cécile Vermette                             | Parti québécois                                                                                                | Marie-Victorin              |
|  | Claude Dauphin (1989-janvier 1994)          | Libéral | Marquette                   |
|  | Vacant                                      | | Marquette                   |
|  | Yvon Picotte                                | Libéral | Maskinongé                  |
|  | Yves Blais                                  | Parti québécois                                                                                                | Masson                      |
|  | Claire-Hélène Hovington                     | Libéral | Matane                      |
|  | Henri Paradis                               | Libéral | Matapédia                   |
|  | Madeleine Bélanger                          | Libéral | Mégantic-Compton            |
|  | Gérald Godin                                | Parti québécois                                                                                                | Mercier                     |
|  | Jean-Pierre Bélisle                         | Libéral | Mille-Îles                  |
|  | Réal Gauvin                                 | Libéral | Montmagny-L'Islet           |
|  | Yves Séguin (1989-1990)                     | Libéral(1989-septembre 1990) Indépendant (septembre 1990-décembre 1990)                                        | Montmorency                 |
|  | Jean Filion (1991-1994)                     | Parti québécois                                                                                                | Montmorency                 |
|  | John Ciaccia                                | Libéral | Mont-Royal                  |
|  | Russell Williams                            | Libéral | Nelligan                    |
|  | Maurice Richard                             | Libéral | Nicolet-Yamaska             |
|  | Gordon Atkinson                             | Égalité(1989-mars 1994) Indépendant (mars 1994-septembre 1994)                                                 | Notre-Dame-de-Grâce         |
|  | Robert Benoît                               | Libéral | Orford                      |
|  | Gérald Tremblay                             | Libéral | Outremont                   |
|  | Norman MacMillan                            | Libéral | Papineau                    |
|  | Michel Bourdon                              | Parti québécois                                                                                                | Pointe-aux-Trembles         |
|  | Robert Middlemiss                           | Libéral | Pontiac                     |
|  | Michel Pagé (1989-1992)                     | Libéral | Portneuf                    |
|  | Roger Bertrand (1993-1994)                  | Parti québécois                                                                                                | Portneuf                    |
|  | Paul-André Forget                           | Libéral | Prévost                     |
|  | Albert Khelfa                               | Libéral | Richelieu                   |
|  | Yvon Vallières                              | Libéral | Richmond                    |
|  | Michel Tremblay                             | Libéral | Rimouski                    |
|  | Albert Côté (1989-janvier 1994)             | Libéral | Rivière-du-Loup             |
|  | Vacant                                      | | Rivière-du-Loup             |
|  | Sam Elkas                                   | Libéral | Robert-Baldwin              |
|  | Gaston Blackburn                            | Libéral | Roberval                    |
|  | Guy Rivard                                  | Libéral | Rosemont                    |
|  | Robert Thérien                              | Libéral | Rousseau                    |
|  | Rémy Trudel                                 | Parti québécois                                                                                                | Rouyn-Noranda—Témiscamingue |
|  | Ghislain Maltais                            | Libéral | Saguenay                    |
|  | Normand Cherry                              | Libéral | Sainte-Anne                 |
|  | Monique Gagnon-Tremblay                     | Libéral | Saint-François              |
|  | Nicole Loiselle                             | Libéral | Saint-Henri                 |
|  | Charles Messier                             | Libéral | Saint-Hyacinthe             |
|  | Michel Charbonneau                          | Libéral | Saint-Jean                  |
|  | Robert Bourassa (1989-janvier 1994)         | Libéral | Saint-Laurent               |
|  | Vacant                                      | | Saint-Laurent               |
|  | Jacques Chagnon                             | Libéral | Saint-Louis                 |
|  | André Boulerice                             | Parti québécois                                                                                                | Sainte-Marie—Saint-Jacques  |
|  | Yvon Lemire                                 | Libéral | Saint-Maurice               |
|  | Serge Marcil                                | Libéral | Salaberry-Soulanges         |
|  | Marcel Parent                               | Libéral | Sauvé                       |
|  | Roger Paré (1989-janvier 1994)              | Parti québécois                                                                                                | Shefford                    |
|  | Bernard Brodeur (janvier 1994-juillet 1994) | Libéral | Shefford                    |
|  | André J. Hamel                              | Libéral | Sherbrooke                  |
|  | Pauline Marois                              | Parti québécois                                                                                                | Taillon                     |
|  | Jean Leclerc                                | Libéral | Taschereau                  |
|  | Jocelyne Caron                              | Parti québécois                                                                                                | Terrebonne                  |
|  | Paul Philibert                              | Libéral | Trois-Rivières              |
|  | Christian Claveau                           | Parti québécois                                                                                                | Ungava                      |
|  | Christiane Pelchat                          | Libéral | Vachon                      |
|  | Jean-Guy Lemieux                            | Libéral | Vanier                      |
|  | Daniel Johnson (fils)                       | Libéral | Vaudreuil                   |
|  | Luce Dupuis                                 | Parti québécois                                                                                                | Verchères                   |
|  | Henri-François Gautrin                      | Libéral | Verdun                      |
|  | William Cusano                              | Libéral | Viau                        |
|  | Cosmo Maciocia                              | Libéral | Viger                       |
|  | Benoît Fradet                               | Libéral | Vimont                      |
|  | Richard Holden                              | Égalité(1989-1991) Indépendant (1991-1992) Parti québécois (1992-1994)                                         | Westmount                   |